# Wimper

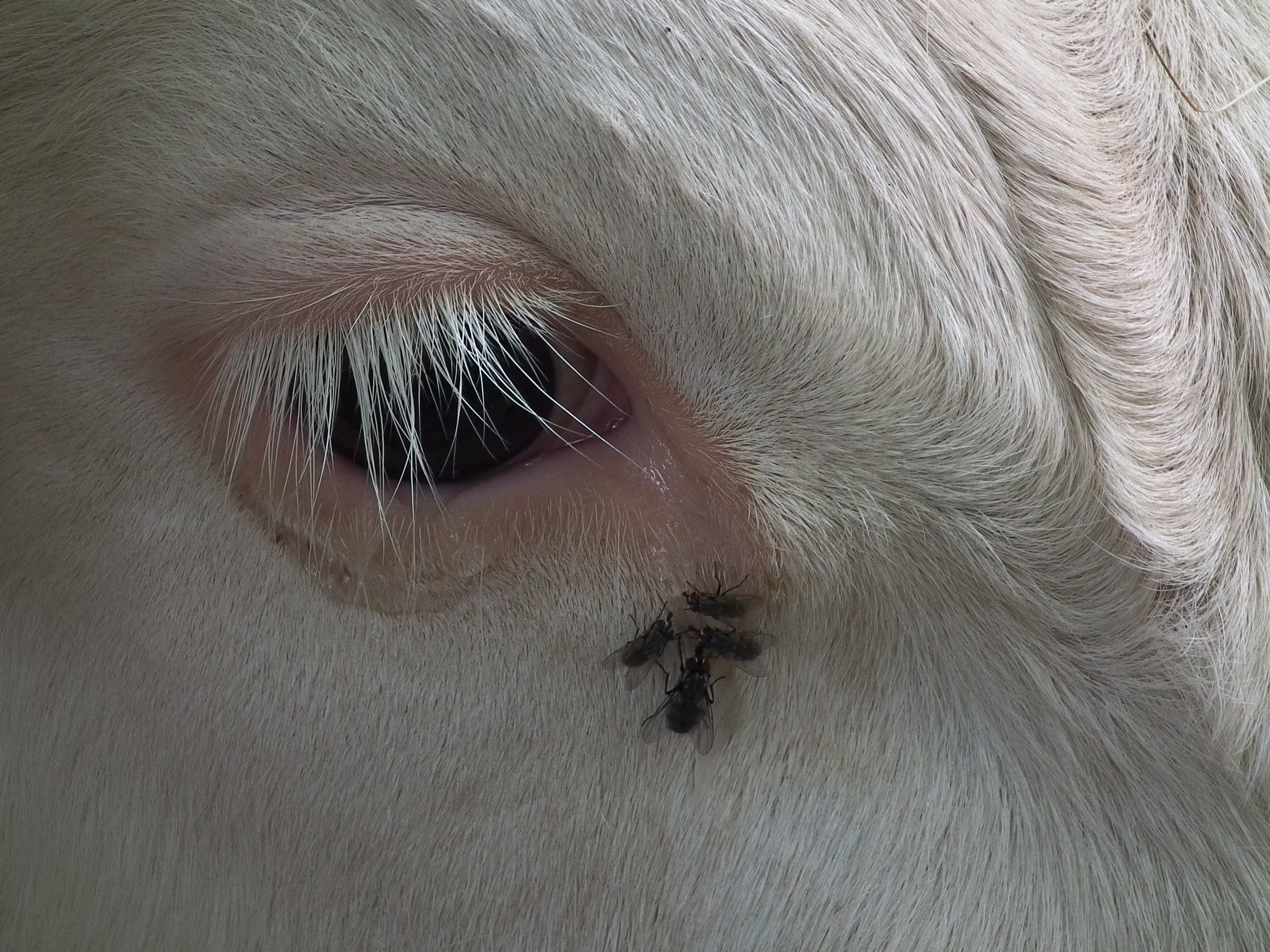
Wimpern einer Kuh

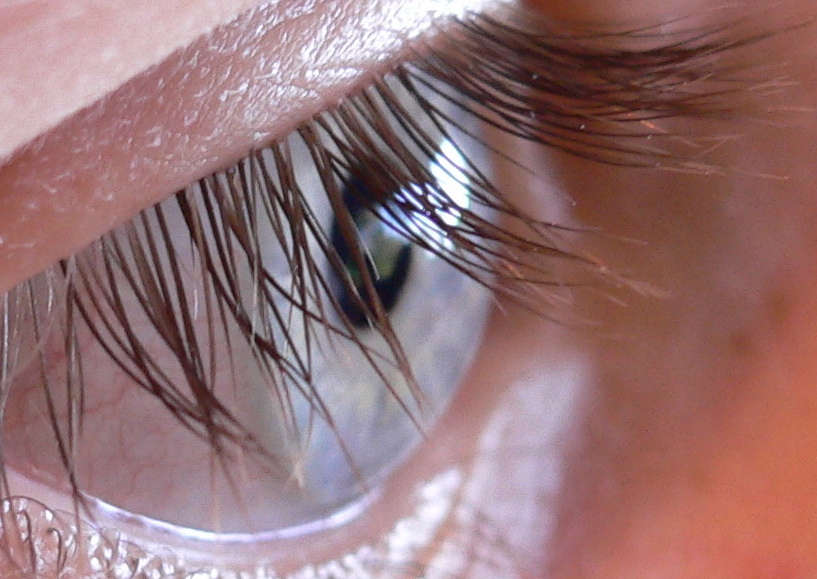
Wimpern am menschlichen Auge

Als Wimpern oder Lidhärchen (auch Zilien, lateinisch Cilia) bezeichnet man bei Säugetieren die leicht gebogenen Härchen am oberen und unteren Rand der Augenlider. Sie dienen dem Schutz der Augen durch das Abfangen von kleineren Schmutzpartikeln oder Fremdkörpern. Um die Wurzeln der Wimpern herum gibt es verschiedene Talg- und Schweißdrüsen: Moll-Drüsen, Zeis-Drüsen und Meibom-Drüsen oder Tarsaldrüsen.
Die Lebensdauer der Wimpernhaare, die abgesehen von der Distichiasis (eine gedoppelte Wimpernreihe) jeweils nur eine Reihe bilden, beträgt beim Menschen zwischen 100 und 150 Tagen. Am oberen Augenlid sind es circa 150 bis 250 Härchen, am unteren nur 50 bis 150. Die oberen Wimpern sind mit 8 bis 12 mm Länge auch länger als die unteren mit 6 bis 8 mm. Sind die zentralen Wimpern deutlich länger als die genannten 12 mm, spricht man von einer Trichomegalie.
Verschiedene Krankheitsbilder manifestieren sich auch an den Wimpern. Bei einer Lidrandentzündung (Blepharitis) beispielsweise sind sie verklebt, bei einem Entropium nach innen gebogen und verursachen so Reizzustände der Hornhaut (Trichiasis). Im Rahmen neurologischer und neuroophthalmologischer Diagnostik spielen die Wimpern mit dem sogenannten „Wimpernzeichen“ eine Rolle bei der Erkennung verschiedener Erkrankungen.